# افغانستان در ۲۰۲۱
افغانستان در ۲۰۲۱ گاه‌شماری از مهم‌ترین رویدادها در سال ۲۰۲۱ در کشور افغانستان است.

## رویدادها

### ژانویه
- ۱ ژانویه - روزنامه‌نگار و فعال حقوق بشر افغان، بسم الله ایماق در ولایت غور به ضرب گلوله کشته شد.[۱]
- ۵ ژانویه - نمایندگان افغان با رهبران طالبان در دوحه دیدار کردند تا مذاکرات صلح را دوباره آغاز کنند.[۲][۳]

### مارس
- ۳۰ مارس - سه داوطلب واکسینه کردن فلج اطفال توسط افراد مسلح در جلال‌آباد کشته شدند.[۴]

### مه
- ۸ مه - بمب‌گذاری ۱۴۰۰ مکتب سیدالشهدا کابل[۵]

### در جریان
- دنیاگیری کووید-۱۹ در افغانستان

## حاکمان
- رئیس‌جمهور: اشرف غنی
- رئیس اجرایی: عبدالله عبدالله
- سخنران ولسی جرگه: عبدالرئوف ابراهیمی
- سخنگوی مشرانو جرگه: فاضل هادی مسلم یار
- معاون اول رئیس‌جمهور افغانستان: عبدالرشید دوستم
- معاون دوم رئیس‌جمهور افغانستان: سرور دانش
- معاون اول رئیس اجرایی افغانستان: خیال محمد محمد خان
- معاون دوم رئیس اجرایی افغانستان: خالی